# Hekataios av Abdera
Hekataios av Abdera var i 300-talet f. Kr. en historiker och skeptisk filosof, en av Pyrrhos lärjungar.
Han skrev ett verk om egyptierna och även ett verk "Om Hyperboréerna" i minst två delar som har gått förlorat.

## Fotnoter
1. ↑  Bezalel Bar-Kochva (26 februari 1997). ”The Structure of an Ethnographical Work”. Pseudo-Hecataeus: On the Jews. http://content.cdlib.org/xtf/view?docId=ft3290051c&chunk.id=d0e8538&toc.depth=1&toc.id=d0e8019&brand=eschol.